# Stemona griffithiana
Stemona griffithiana là một loài thực vật có hoa trong họ Stemonaceae. Loài này được Kurz miêu tả khoa học đầu tiên năm 1873.